# ミヒャエル・ナウマン

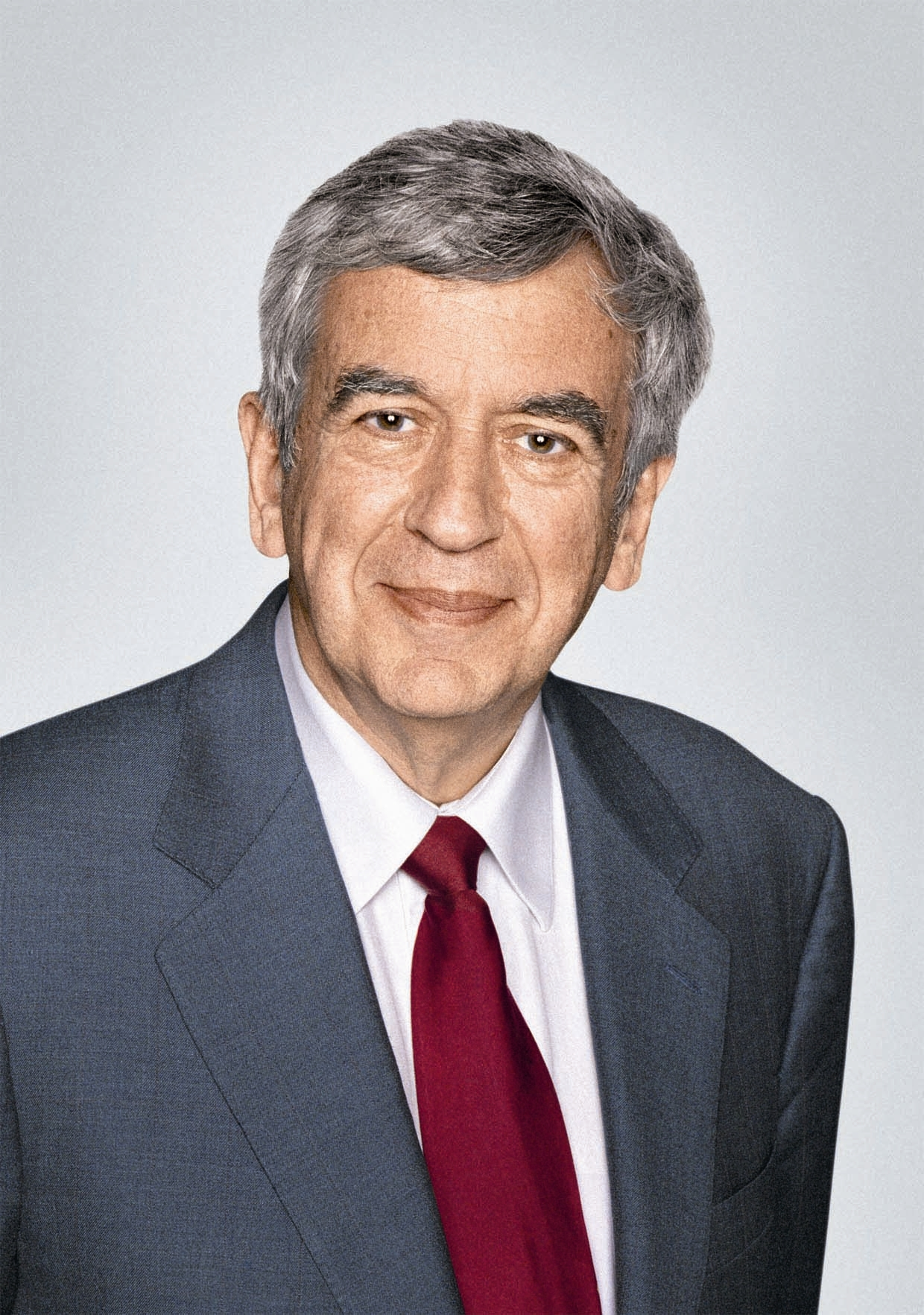
2007年のミヒャエルナウマン。

ミヒャエル・ナウマン（Michael Naumann（1941年12月8日ケーテン生まれ）は、ドイツのジャーナリスト、広報担当者、出版社、政治家（SPD）。 
1985年から1995年まで、彼はRowohltVerlagのマネージングディレクターだった。 1998年から2001年まで、ナウマンはドイツ連邦共和国で最初の文化大臣だった。 その後、2010年までは週刊誌Die Zeitの編集者の一人であり、2004年までは編集長を務めていた。 彼は2008年の州選挙でハンブルクSPDの最有力候補だった。
2010年の初めから2012年半ばまで、ナウマンは月刊誌Ciceroの編集長を務めていた。
2012年からベルリンのBarenboim SaidAcademyの創設ディレクターを務めている。